# Eduard II de Bar
Eduard II de Bar, nascut el 1339, mort el maig 1352, va ser comte de Bar de 1344 a 1352. Era el fill gran d'Enric IV, comte de Bar, i de Iolanda de Flandes.
Menor a la mort del seu pare, la regència va ser assegurada per la seva mare. Com Eduard era de feble constitució, Iolanda va demanar i va obtenir del papa Climent VI per a ell i el seu germà Robert I l'autorització de menjar carn durant els períodes d'abstinència.
Iolanda va estar en lluita contra Pere de Bar, senyor de Pierrefort, i Teobald de Bar, senyor de Pierrepont, que consideraven que havien de participar en el consell de regència. Lligant aliances amb Felip VI de Valois, rei de França, i Raül de Lorena, va aconseguir relegar-los a papers menors.
Eduard fou declarat major el 10 d'octubre de 1349. El 1350, les tropes de Maria de Châtillon, duquessa regent de Lorena, i del comte de Salm van devastar el Barrois. En represàlia, Iolanda, Eduard i el bisbe de Metz van assolar els voltants de Nancy. Una treva va posar fi al conflicte el 14 d'agost de 1351. Eduard va morir poc després i el seu germà Robert el va succeir.

## font
- Georges Poull, La Maison souveraine et ducale de Bar, 1994
- Eduard II, graf von Bar (+ 1352) Arxivat 2005-03-18 a Wayback Machine.